# Наташа Миљковић
Наташа Миљковић (Београд, 25. јануар 1977) српска је телевизијска водитељка и новинарка.

## Биографија
Наташа Миљковић рођена је 1977. године у Београду. Отац Милош Миљковић био је новинар Вечерњих новости, а мајка Биљана (рођена Баштовановић) социјална радница у Централном затвору у Београду. Основну и средњу школу завршила је у Београду. Новинарску каријеру започела је већ са 14 година на ТВ Студију Б, где је радила тада популарну емисију „Teenage TV“. Са 19 година прешла је на БК ТВ.
Била је у браку са глумцем Срђаном Тимаровим, са којим има сина Лазара.

## Каријера
Дипломирала је на Факултету политичких наука у Београду, смер међународни односи. Са 26 година магистрирала је у Риму на теми „Политика силе у међународним односима“.
Од 1996. до 1999. водила је емисије Гутенберг и Укрштене речи на телевизији БК, а затим професионално искуство стиче у независној продукцији ВИН, где јој је уредница била Гордана Суша. По повратку на БК, води и уређује емисију Маска недеље.
После гашења БК телевизије Наташа долази на РТС, где уређује и води популарну ТВ емисију Кључ. После ове познате емисије скоро 5 година је уређивала и водила Јутарњи програм РТС-а заједно са колегиницом Мајом Николић. Славко Белеслин, Наташа и Маја су 2014. и 2015. водили емисију Студио 3 на РТС-у. После гашења те емисије је водила и уређивала емисију Тако стоје ствари са Зораном Станојевићем и Сањом Драгичевић-Бабић.
Године 2018, после 15 година проведених на овој телевизији, одлази са РТС-а и прелази на телевизију Прва, где је прво водила летња издања, да би наредних годину дана водила и уређивала емисију „Јутро са Наташом”.
У августу 2019. године прелази на телевизију Нова С, на којој са колегиницом Мајом Николић уређује и води емисију Међу нама, прву дневну емисију која се емитује уживо на том каналу.
У априлу 2020. године прелази на телевизију Н1, где води јутарњи програм „Нови дан”. Од 19. априла 2021. на Н1 води и уређује ауторску емисију „Persona non grata”.